# سد توقته‌غول
سد توقته‌غول (به قرقیزی: Токтогул ГЭСи، توقتوعۇل «گ.ە.س»ى) یک سد و نیروگاه برقابی در قرقیزستان است که در استان جلال‌آباد واقع شده‌است.